# The Good Girl Gone Bad Tour
The Good Girl Gone Bad Tour foi a segunda turnê, e primeira a nível mundial, feita pela cantora de R&B Rihanna pelo álbum Good Girl Gone Bad. A turnê começou dia 15 de Setembro, três meses depois do lançamento de seu álbum Good Girl Gone Bad. Os 11 shows no Canadá tiveram uma participação de Akon. A turnê também passou por EUA e Europa.
Foi essa turnê que originou a gravação do DVD ao vivo, Good Girl Gone Bad Live.

## Músicas
Músicas que a cantora Rihanna cantava na turnê The Good Girl Gone Bad.
1. "Pon de Replay"
2. "Break It Off"
3. "Let Me"
4. "Rehab"
5. "Breakin' Dishes"
6. "Is This Love" (cover de Bob Marley)
7. "Kisses Don't Lie"
8. "Scratch" / "SOS"
9. "Good Girl Gone Bad"
10. "Hate That I Love You"
11. "Unfaithful"
12. "Sell Me Candy"
13. "Don't Stop The Music"
14. "Push Up On Me"
15. "Shut Up And Drive"
16. "Question Existing"
17. "Umbrella"

## Datas
| Primeira Fase: América do Norte  |                       |                  |                                       |
| 15 de Setembro, 2007             | Vancouver             | Canadá           | Rogers Arena                          |
| 17 de Setembro, 2007             | Grand Prairie         | Canadá           | Canada Games Arena                    |
| 18 de Setembro, 2007             | Calgary               | Canadá           | Scotiabank Saddledome                 |
| 19 de Setembro, 2007             | Saskatoon             | Canadá           | Credit Union Centre                   |
| 22 de Setembro, 2007             | Toronto               | Canadá           | The Molson Amphitheatre               |
| 23 de Setembro, 2007             | London                | Canadá           | John Labatt Centre                    |
| 24 de Setembro, 2007             | Montreal              | Canadá           | Bell Centre                           |
| 25 de Setembro, 2007             | Quebec                | Canadá           | Pavillon de la Jeunesse               |
| 27 de Setembro, 2007             | Moncton               | Canadá           | Moncton Coliseum                      |
| 28 de Setembro, 2007             | Saint John            | Canadá           | Harbour Station                       |
| 30 de Setembro, 2007             | Halifax               | Canadá           | Halifax Metro Centre                  |
| 2 de Outubro, 2007               | Arlington             | Estados Unidos   | Texas Hall                            |
| 5 de Outubro, 2007               | Rochester             | Estados Unidos   | RIT Gordon Field House                |
| 11 de Outubro, 2007              | Cidade de Nova Iorque | Estados Unidos   | Radio City Music Hall                 |
| 13 de Outubro, 2007              | Lincroft              | Estados Unidos   | Robert J. Collins Arena               |
| 18 de Outubro, 2007              | State College         | Estados Unidos   | Bryce Jordan Center                   |
| 19 de Outubro, 2007              | Filadélfia            | Estados Unidos   | Wachovia Center                       |
| 20 de Outubro, 2007              | Phoenix               | Estados Unidos   | Arizona Veterans Memorial Coliseum    |
| 23 de Outubro, 2007              | Los Angeles           | Estados Unidos   | House of Blues                        |
| Segunda Fase: Europa             |                       |                  |                                       |
| 11 de Novembro, 2007             | Paris                 | França           | Palais Omnisports de Paris-Bercy      |
| 13 de Novembro, 2007             | Munique               | Alemanha         | Zenith                                |
| 14 de Novembro, 2007             | Basiléia              | Suíça            | St. Jakobshalle                       |
| 20 de Novembro, 2007             | Colônia               | Alemanha         | Palladium                             |
| 21 de Novembro, 2007             | Amsterdã              | Holanda          | Heineken Music Hall                   |
| 22 de Novembro, 2007             | Bruxelas              | Bélgica          | Forest National                       |
| 23 de Novembro, 2007             | Frankfurt             | Alemanha         | Jahrhunderthalle                      |
| 24 de Novembro, 2007             | Belgrade              | Sérvia           | Belgrade Arena                        |
| 26 de Novembro, 2007             | Berlim                | Alemanha         | Columbiahalle                         |
| 27 de Novembro, 2007             | Bratislava            | Eslováquia       | Sibamac Arena                         |
| 30 de Novembro, 2007             | Sofia                 | Bulgária         | Prince Alexander of Battenberg Square |
| 1 de Dezembro, 2007              | Ischgl                | Áustria          | Top of the Mountain Concert           |
| 2 de Dezembro, 2007              | Dublin                | Irlanda          | The 02                                |
| 3 de Dezembro, 2007              | Belfast               | Irlanda do Norte | Odyssey Arena                         |
| 6 de Dezembro, 2007              | Manchester            | Inglaterra       | Manchester Evening News Arena         |
| 7 de Dezembro, 2007              | Sheffield             | Inglaterra       | Sheffield Arena                       |
| 8 de Dezembro, 2007 (cancelado)  | Nottingham            | Inglaterra       | Trent FM Arena Nottingham             |
| 10 de Dezembro, 2007 (cancelado) | Birmingham            | Inglaterra       | National Exhibition Centre            |
| 11 de Dezembro, 2007 (cancelado) | Bournemouth           | Inglaterra       | Bournemouth International Centre      |
| 13 de Dezembro, 2007             | Newcastle upon Tyne   | Inglaterra       | Metro Radio Arena                     |
| 14 de Dezembro, 2007             | Glasgow               | Inglaterra       | SECC                                  |
| 16 de Dezembro, 2007             | Londres               | Inglaterra       | Wembley Arena                         |
| 17 de Dezembro, 2007             | Brighton              | Inglaterra       | The Brighton Centre                   |
| 18 de Dezembro, 2007             | Birmingham            | Inglaterra       | National Exhibition Centre            |
| 19 de Dezembro, 2007             | Cardiff               | Gales            | Cardiff International Arena           |
| 20 de Dezembro, 2007             | Nottingham            | Inglaterra       | Trent FM Arena Nottingham             |
| 21 de Dezembro, 2007             | Moscou                | Rússia           | Concerto privado                      |
| Europa                           |                       |                  |                                       |
| 26 de Fevereiro, 2008            | Dublin                | Irlanda          | RDS Simmonscourt                      |
| 27 de Fevereiro, 2008            | Dublin                | Irlanda          | RDS Simmonscourt                      |
| 2 de Março, 2008                 | Belfast               | Irlanda          | Odyssey Arena                         |
| 3 de Março, 2008                 | Aberdeen              | Escócia          | Aberdeen Exhibition Centre            |
| 5 de Março, 2008                 | Liverpool             | Inglaterra       | Echo Arena                            |
| 6 de Março, 2008                 | Bournemouth           | Inglaterra       | Bournemouth International Centre      |
| 7 de Março, 2008                 | Londres               | Inglaterra       | O2 Arena                              |
| 10 de Março, 2008                | Copenhague            | Dinamarca        | Ballerup SuperArena                   |
| 12 de Março, 2008                | Estocolmo             | Suécia           | Hovet                                 |
| 14 de Março, 2008                | Helsinque             | Finlândia        | Hartwall Areena                       |
| 16 de Março, 2008                | Talim                 | Estônia          | Saku Suurhall                         |
| 17 de Março, 2008                | Riga                  | Letônia          | Arena Riga                            |
| 19 de Março, 2008                | Varsóvia              | Polônia          | Torwar Hall                           |
| 20 de Março, 2008                | Praga                 | República Tcheca | T-Mobile Arena                        |
| 22 de Março, 2008                | Dusseldórfia          | Alemanha         | Philipshalle                          |
| 23 de Março, 2008                | Moscou                | Rússia           | СК Олимпийский                        |
| Japão                            |                       |                  |                                       |
| 5 de Abril, 2008                 | Tóquio                | Japão            | Makuhari Messe                        |
| África                           |                       |                  |                                       |